# Унжа (Костромская область)
У́нжа — село в Макарьевском районе Костромской области России. Административный центр Унженского сельского поселения.
Расположено к северу от Макарьева на правом берегу реки Унжи.

## История
Унжа — одно из древнейших поселений на территории современной Костромской области. Село расположено в 18 км к северо-востоку от районного центра, города Макарьева.
По мнению ряда исследователей, Унжа была основана в конце XII — начале XIII века как город-крепость, опорный пункт для обороны северо-восточных территорий Владимиро-Суздальского княжества. Первое упоминание в летописях относится к 1219 году и связано с походами волжских булгар на Устюг и Унжу.
В XV веке Унжа упоминается как «Унженская тамга» — место сбора пошлины (тамги). В договорной грамоте князя Василия Дмитриевича с князем Василием Андреевичем (1405 год) Унженская тамга числилась в составе Городецких волостей. В 1448 году Городец с волостями был уступлен Московскому государю. В XVI веке Унжа вновь приобрела военное значение, защищая северо-восточные территории Московского государства от набегов татар с территории Казанского ханства.
Археологические исследования, проведенные Ю. Н. Урбаном, выявили два селища XI—XVII веков, которые соотносятся с посадами крепости. Экспедиция Костромского музея-заповедника в 2014—2015 годах обнаружила 8 новых участков культурного слоя XI—XIII веков, также рассматриваемых как посады древней Унжи.  При этом утверждение о том, что «ранее памятники археологии на данной территории известны не были», вызывает вопросы о правомерности отнесения всех участков к вновь выявленным.
В Унже была найдена свинцовая печать с трезубцем — родовым знаком династии Рюриковичей, предположительно принадлежавшая князю Святославу Ярославичу (великому князю Киевскому в 1073—1076 годах). Фрагмент вислой актовой печати XIII—XIV веков с частью надписи «печать Святослава» и изображением воина со щитом также найден в Унже.
В 1679 году Унжа входила в Галичскую четь (приказ). В 1708 году стала одним из 20 городов Архангелогородской губернии. С 1719 года Унжа — центр Унженского уезда Галицкой провинции Архангелогородской губернии. В 1778 году Унжа стала центром Унженской области Костромского наместничества. Унженская провинция, образованная 5 сентября 1778 года, включала 4 уезда: Ветлужский, Варнавинский, Макарьевский и Кологривский. Провинция была упразднена указом от 12 декабря 1796 года.
Во второй половине XVIII века, с развитием города Макарьева-на-Унже, Унжа постепенно утрачивала административное значение и лишилась статуса города.
В начале XIX века был разработан генеральный план Унжи, сохранивший древнейшее ядро — крепость XIII века. Планировка имеет прямоугольную структуру с сеткой кварталов, пересеченных продольными и поперечными улицами. Система площадей (Торговая, Никольская и Сенная) располагалась близ крепости и на пересечении дорог на Галич, Кологрив и Макарьев.  До настоящего времени сохранилась планировочная структура бывшего города, делая Унжу одним из живописных поселений Костромской области.
Важную роль в панораме Унжи играют культовые здания. Древнейшим является Воскресенский собор, построенный в камне в конце XVIII века на месте обветшавшего деревянного собора, на территории городской крепости.
В «Материалах для географии и статистики Костромской губернии» (1861 год) Унжа описывается как заштатный город на возвышенном берегу реки Унжи, в 20 верстах от Макарьева, на границе Макарьевского и Кологривского уездов. Отмечается наличие земляного вала, каменных церквей и часовен, деревянных домов, лавок и население в 1446 жителей. Основным занятием жителей было земледелие, особенно выращивание лука, а также сапожное и портновское дело.
В 1916 году в Унже работали мануфактурные и хлебно-бакалейные магазины.
В настоящее время в селе действуют сельскохозяйственное предприятие СПК «Новый путь», школа, дом культуры, участковая больница и почтовое отделение.

## Население
По переписным книгам 1678 года мужское население составляло 110 человек.

По ревизским сказкам 1858 года было переписано 1320 человек обоего пола.

В начале XX века Унжа — «заштатный город» с населением 1284 человека. В 2008 году численность населения Унжи составляла 366 человек.
| 1858 | 2008 | 2010 | 2014 |
| ---- | ---- | ---- | ---- |
| 1320 | ↘382 | ↘357 | ↗362 |

## Этимология
Название села происходит от реки Унжа. Существует несколько версий происхождения гидронима «Унжа»:
- Марийская версия:  Название реки Унжа аналогично названиям Лежа, Обжа, Кожа и не связано с черемисской (марийской) экспансией.  В переводе с марийского языка «унжа» означает «смирный, тихий»[14].
- Мордовская версия: В переводе с мордовского «унжа» — насекомое. Некоторые историки связывают название с возможным поселением мордвы в этих местах, учитывая широкое распространение мордвы в Центральной России в прошлом[источник не указан 140 дней].

## Достопримечательности
- Воскресенский собор — каменный храм конца XVIII века, расположенный на территории бывшего городского кремля.